# 埃尔普罗文西奥
埃尔普罗文西奥，是西班牙卡斯蒂利亚-拉曼恰昆卡省的一个市镇。总面积101平方公里，总人口2557人（2001年），人口密度25人/平方公里。